# Кривенок Андрій Валерійович
Андрій Валерійович Кривенок (нар. 25 квітня 1967, Чернігів, УРСР) — радянський та український футболіст, футзаліст, тренер, виступав на позиції півзахисника.

## Кар'єра гравця
Народився в Чернігові. Дорослу футбольну кар'єру розпочав 1985 року в місцевій «Десні», у футболці якої провів 8 матчів у Другій лізі СРСР. Протягом наступних двох років проходив військову службу. У 1988 році повернувся до рідного міста, виступав за «Гідротехнік» у чемпіонаті Чернігівської області. Наступного року перебрався до Каракалпакстану, де провів 11 поєдинків у Другій лізі СРСР за «Турткулчи».
Напередодні старту сезону 1990 року повернувся до «Десни». Протягом двох років грав у Другій нижчій лізі СРСР. Після розпаду СРСР чернігівці отримали місце в Першій лізі України. У футбольних змаганнях незалежної України дебютував 16 лютого 1992 року в програному (0:1) виїзному поєдинку 1/32 фіналу кубку України проти полтавської «Ворскли». Андрій вийшов на поле в стартовому складі та відіграв увесь матч. У Першій лізі України дебютував 14 березня 1992 року в програному (0:3) виїзному поєдинку 1-го туру підгрупи 1 проти севастопольської «Чайки». Кривенок вийшов на поле в стартовому складі, а на 70-й хвилині його замінив Валерій Гусєв. Першим голом в українських футбольних змаганнях відзначився 11 квітня 1992 року на 70-й хвилині переможного (1:0) виїзного поєдинку 8-го туру підгрупи 1 Першої ліги України проти черкаського «Дніпра». Андрій вийшов на поле в стартовому складі та відіграв увесь матч. За сім з половиною сезонів, проведених у «Десні», в чемпіонатах СРСР/України зіграв 236 матчів (19 голів), ще 9 матчів (1 гол) зіграв у кубку України. Під час зимової перерви сезону 1996/97 років покинув вище вказаний клуб.
У сезоні 1997/98 років виступав за чернігівський «Текстильник» в аматорському чемпіонаті України. Наступний сезон провів у футзальному клубі «Фортуна-Чексил» (8 матчів, 10 голів) та «Домобудівнику» (Чернігів) в аматорському чемпіонаті України. З 1999 по 2003 рік захищав кольори аматорського колективу «Полісся» (Добрянка).

## Кар'єра тренера
У 2003 році працював граючим тренером «Полісся» (Добрянка). З 2004 року працює тренером у ДЮСШ «Десна» (Чернігів).

## Досягнення
«Десна» (Чернігів)
- Друга ліга України
  -  Чемпіон (1): 1996/97